# Dorota Dziekiewicz-Pilich
Dorota Dziekiewicz-Pilich, née le 25 juin 1969 à Szczecinek en Pologne, est une sculptrice polonaise. 

## Biographie
Elle a réalisé entre autres la statuette du prix musical Fryderyk.

## Œuvres